# Traszka naddunajska
Traszka naddunajska (Triturus dobrogicus) – gatunek płaza ogoniastego z rodziny salamandrowatych występujący w dolinach rzecznych Cisy i Dunaju. Dorasta do 13 cm długości i z wyglądu przypomina spokrewnioną traszkę grzebieniastą, od której różni się m.in. węższą głową. Okres godowy trwa od marca do sierpnia, a długość życia wynosi 4–6 lat. Gatunek najmniejszej troski (LC) w związku z m.in. rozległym zasięgiem występowania oraz dużymi rozmiarami populacji.

## Wygląd
Płaz ten dorasta do 13 cm długości. Z wyglądu przypomina traszkę grzebieniastą (Triturus cristatus), od której różni się bardziej smukłym i wydłużonym ciałem (szczególnie u samic), węższą głową, krótszymi kończynami, jaśniejszym ubarwieniem na grzbiecie oraz ciemniejszymi plamami na ciele. Ponadto ciemne plamy na brzuchu łączą się, tworząc większe plamy i paski, a białe kropki na bokach ciała występują rzadko. Kropki te są natomiast widoczne na czarnym gardle. Grzebień u samców w okresie rozrodczym może być obecny również na głowie.

## Zasięg występowania i siedlisko
Traszka naddunajska występuje w dolinach rzecznych Cisy i Dunaju. Spotykana jest we wschodniej Austrii, małym obszarze południowych Czech, na Słowacji, Węgrzech, północnej Chorwacji, małym obszarze Bośni i Hercegowiny, w północnej Serbii, zachodniej, południowej i południowo-wschodniej Rumunii, północnej Bułgarii, południowej Mołdawii. Odizolowana populacja występuje również w delcie Dniepru w ukraińskim obwodzie chersońskim. Płaz ten spotykany jest zazwyczaj na terenach nizinnych, poniżej 300 m n.p.m.
Traszka naddunajska zasiedla tereny otwarte w pobliżu lasów liściastych i mieszanych, krzaków, zalanych łąk i bagien. Płaz ten w niektórych przypadkach może w ogóle nie opuszczać siedliska wodnego.

## Rozmnażanie i rozwój
Okres godowy trwa od marca do sierpnia. Do rozrodu dochodzi w wodach stojących, kanałach i rowach. Embriogeneza i rozwój larw trwa około 2–2,5 miesięcy, a do przeobrażenia dochodzi od lipca do września. U gatunku tego notowano przypadki neotenii. Długość życia dość krótka – na wolności osobniki dożywają 4–6 lat.

## Status, zagrożenia i ochrona
IUCN klasyfikuje traszkę naddunajską jako gatunek najmniejszej troski (LC) w związku z rozległym zasięgiem występowania, dużymi rozmiarami populacji, tolerancją na modyfikacje jego środowiska naturalnego, a także zbyt małym tempem spadku populacji, żeby zakwalifikować ten gatunek jako gatunek bliski zagrożenia.
W latach 2011–2021 zaobserwowano natomiast 10–20% spadek populacji spowodowany utratą siedlisk na terenach podmokłych doliny Dunaju. Gatunkowi temu zagraża niszczenie siedlisk spowodowane działalnością człowieka (np. budowaniem tam czy osuszaniem) oraz zanieczyszczenia wody. Na południowym obszarze występowania zaobserwowano utratę zbiorników rozrodczych spowodowaną suszą. Traszce naddunajskiej zagrażać mogą również obce gatunki roślin i ryb oraz urbanizacja. Ponadto testy laboratoryjne wykazały wrażliwość tego gatunku na infekcje patogenicznego grzyba Batrachochytrium salamandrivorans.
Płaz ten występuje m.in. na obszarach chronionych, a na niektórych obszarach dochodzi do prób zmniejszenia jego śmiertelności na drogach. Traszka naddunajska wymieniona jest w załączniku II konwencji berneńskiej oraz w załączniku II dyrektywy siedliskowej Unii Europejskiej.